# Fontana di piazza Santa Croce

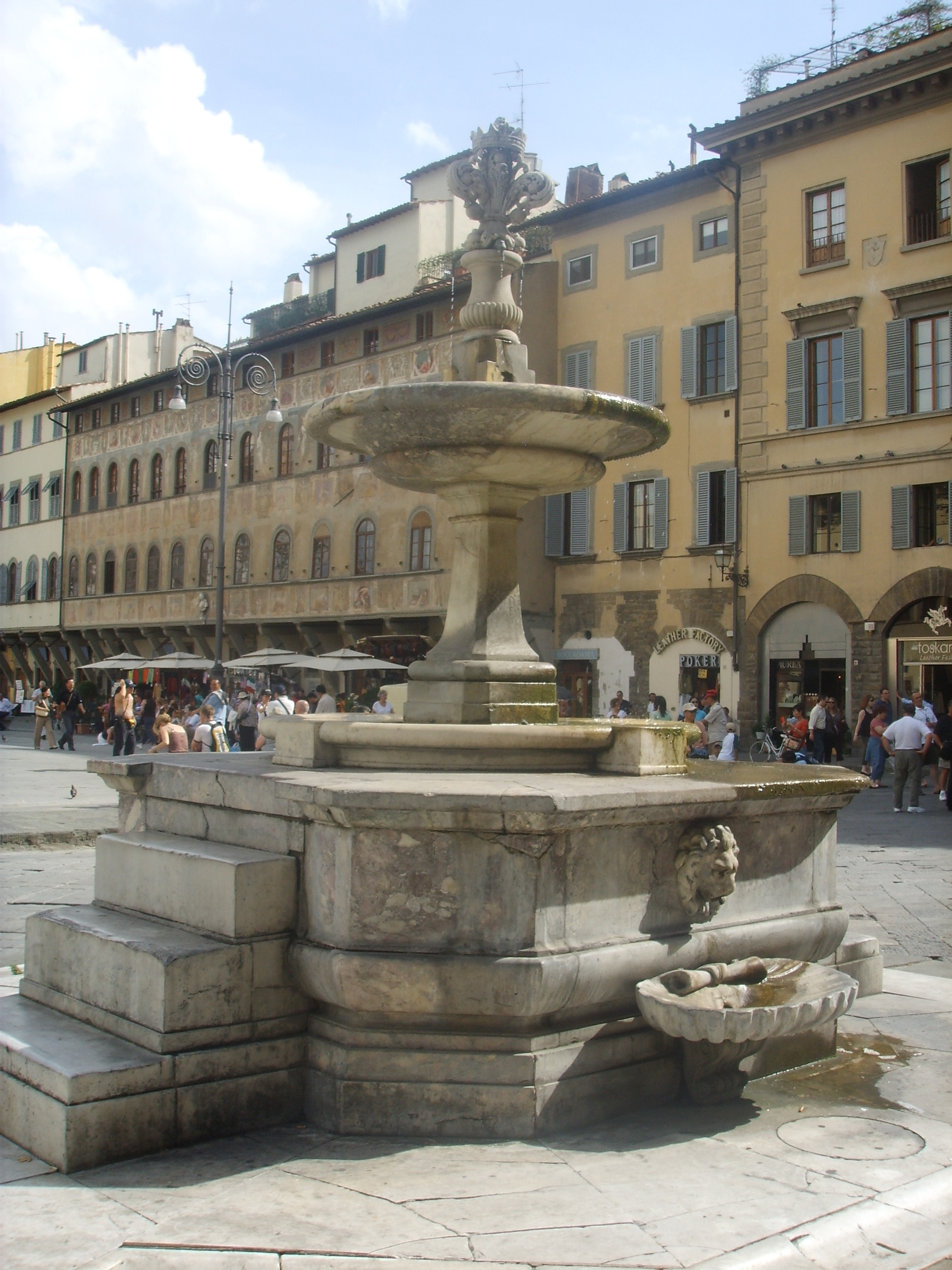
Fontana di piazza Santa Croce

La fontana di piazza Santa Croce a Firenze si trova sul lato opposto alla basilica di Santa Croce, lungo l'asse di via de' Benci e via Giuseppe Verdi e davanti al palazzo Cocchi Serristori.

## Storia
Già individuabile come presente (anche se in forme indistinte) nella pianta di Stefano Bonsignori (1584), la fontana fu oggetto di una commissione tesa a renderla di maggior pregio affidata a Pietro Tacca da parte della famiglia Medici nel 1609, che tuttavia non ebbe esito. Ancora incompleta nel 1639 quando fu risistemata con materiale di reimpiego, fu oggetto di nuovi e definitivi lavori nel 1673 su progetto dell'architetto Pier Maria Baldi, che le conferì l'attuale forma utilizzando come materiale la pietra serena. 
Agli inizi dell'Ottocento sono documentati progetti di Giuseppe Del Rosso (1810) e di Giuseppe Manetti (1815) finalizzati a rinnovare l'insieme. Tuttavia solo nel 1816 si aprirà il cantiere che definirà nelle attuali forme la fontana, diretto da Giuseppe Del Rosso. Questi, pur mantenendo il disegno seicentesco, ricostruì il tutto con l'impiego di marmi policromi, più duraturi e consoni alla tradizione. 
Così Federico Fantozzi: "nel 1673 vi fu eretta una fontana su disegno di Pier Maria Baldi che fu rinnovata in marmo, come si vede, sull'antico disegno, l'anno 1816". "Dopo l'alluvione venne restaurata da un gruppo di maestri elementari, in ricordo del pedagogista Dazzi, che nei suoi ricordi aveva lasciato scritto di essersi abbeverato, da fanciullo, a quella fontana" (Bargellini-Guarnieri).
La fontana l'11 aprile 2017 ha ricominciato a zampillare. Si è così conclusa la fase di restauro durata sei mesi dopo che per molti anni la fontana era inattiva. I lavori, dal costo di 57.000 euro, sono stati eseguiti grazie alla donazione di una famiglia indiana, i Mehta (imprenditori del settore petrolchimico a Firenze).

## Descrizione

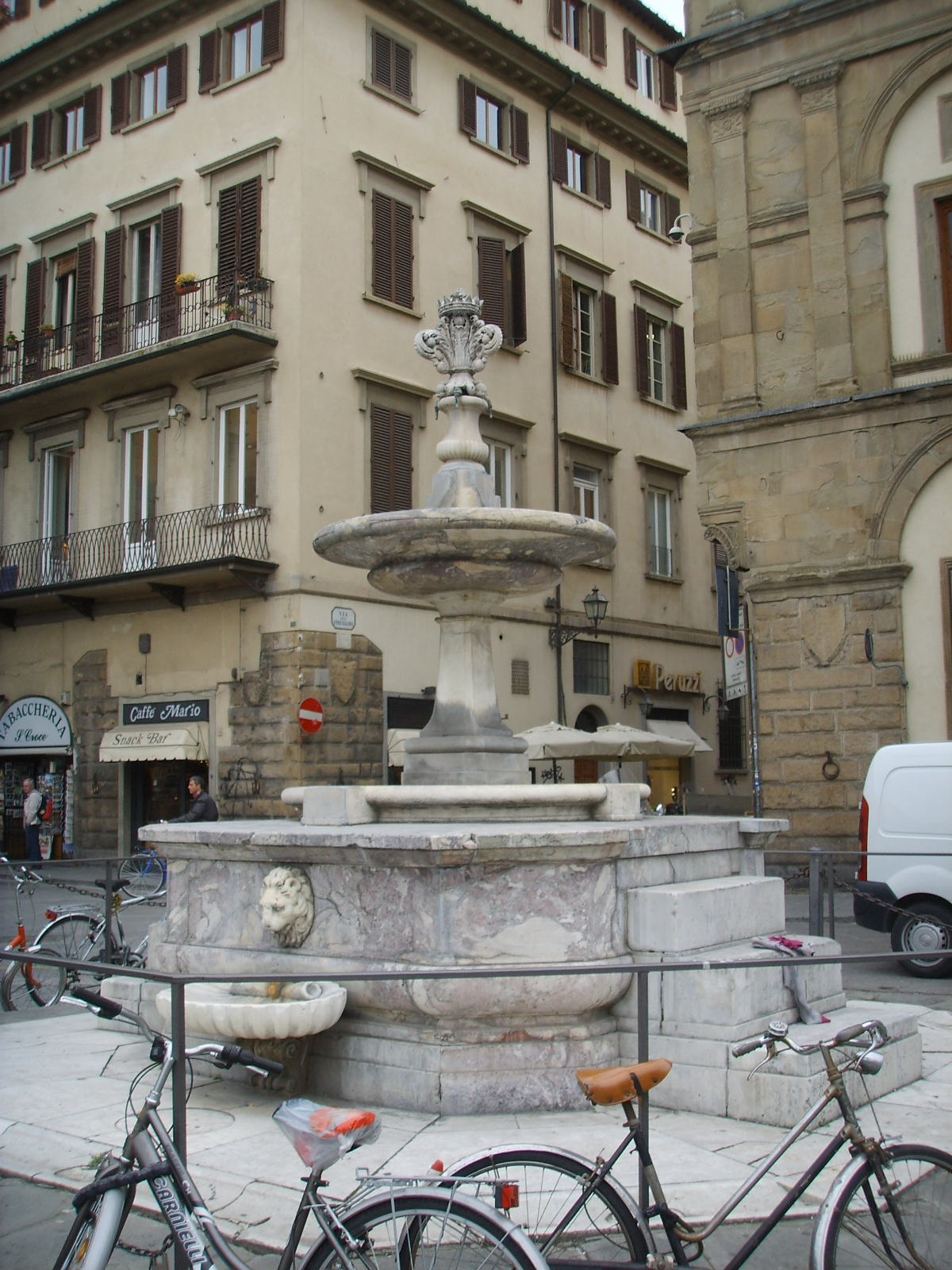
Altro scorcio

La struttura si compone di un basamento ottagonale in marmo brecciato che presenta sui due lati maggiori due conche a forma di conchiglia. Qui, attraverso due teste di leone, confluisce l'acqua di una vasca a sua volta rifornita da un piccolo bacino posto superiormente e alimentato dagli zampilli che fuoriescono dalla sommità della struttura, coronata da un plastico un giglio fiorentino trilobato, sormontato da un'elegante corona granducale.